# Der wilde Mann
Der wilde Mann war wahrscheinlich ein Geistlicher aus dem mittelfränkischen Sprachraum, der um 1170/80 das Predigtgedicht Van der girheit („Gegen die Habsucht“) verfasste, weiter eine kurzgefasste „christliche Lehre“ und die Legenden „Veronica“ und „Vespasian“.
Siehe auch: Wilder Mann